# Course en ligne féminine aux championnats du monde de cyclisme sur route 1958
Navigation
1959
La course en ligne féminine aux championnats du monde de cyclisme sur route 1958 a lieu le 31 août 1958 à Reims en France. Cette première édition est remportée par la Luxembourgeoise Elsy Jacobs.

## Classement
|                                    | Coureuse                | Pays               |    | Temps          |
| ---------------------------------- | ----------------------- | ------------------ | -- | -------------- |
| Médaille d'or, Coupe du Monde      | Elsy Jacobs             | Luxembourg         | en | 1 h 50 min 5 s |
| Médaille d'argent, Coupe du Monde  | Tamara Novikova         | Union soviétique   | +  | 2 min 51 s     |
| Médaille de bronze, Coupe du Monde | Maria Loukchina         | Union soviétique   |    | 2 min 51 s     |
| 4                                  | Victoire Van Nuffel     | Belgique           |    | 2 min 51 s     |
| 5                                  | Joan Poole              | Royaume-Uni        |    | 2 min 51 s     |
| 6                                  | Vera Gorbatcheva        | Union soviétique   |    | 2 min 51 s     |
| 7                                  | Barbara Harris          | Royaume-Uni        |    | 2 min 51 s     |
| 8                                  | Liliane Cleiren         | Belgique           |    | 2 min 51 s     |
| 9                                  | Nadia Germonpre         | Belgique           |    | 2 min 51 s     |
| 10                                 | Renée Vissac            | France             |    | 2 min 51 s     |
| 11                                 | Eileen Cooper           | Royaume-Uni        |    | 2 min 51 s     |
| 12                                 | Elfriede Vey            | Allemagne de l'Est |    | 2 min 51 s     |
| 13                                 | Molly Swann             | Royaume-Uni        |    | 2 min 51 s     |
| 14                                 | Dorothy Johnsson        | Royaume-Uni        |    | 2 min 51 s     |
| 15                                 | Sheila Clark            | Royaume-Uni        |    | 2 min 51 s     |
| 16                                 | Lily Herse              | France             |    | 2 min 51 s     |
| 17                                 | Gilbert Rocaboy         | France             |    | 3 min 25 s     |
| 18                                 | Maria Taranova          | Union soviétique   |    | 3 min 25 s     |
| 19                                 | Marie-Jeanne Donabedian | France             |    | 6 min 32 s     |
| 20                                 | Yvonne Reynders         | Belgique           |    | 6 min 32 s     |
| 21                                 | Yvonne Steurs           | Belgique           |    | 6 min 32 s     |
| 22                                 | Karin Hänsel            | Allemagne de l'Est |    | 6 min 32 s     |
| 23                                 | Josette Samyn           | Belgique           |    | 6 min 32 s     |
| 24                                 | Janine Legal            | France             |    | 7 min 0 s      |
| 25                                 | Maria Kato              | Roumanie           |    | 7 min 0 s      |
| 26                                 | Wilma van der Wal       | Pays-Bas           |    | 7 min 0 s      |